# ایان مک‌کال
ایان مک‌کال (انگلیسی: Ian McCall؛ زادهٔ ۵ ژوئیهٔ ۱۹۸۴) ورزشکار هنرهای رزمی ترکیبی اهل ایالات متحده آمریکا است. وی بین سال‌های ۲۰۰۲ تا ۲۰۱۸ میلادی فعالیت می‌کرد.